# Boucekastichus
Boucekastichus is een geslacht van vliesvleugeligen uit de familie Eulophidae. De wetenschappelijke naam van dit geslacht is voor het eerst geldig gepubliceerd in 1971 door Andriescu.

## Soorten
Het geslacht Boucekastichus omvat de volgende soorten:
- Boucekastichus homocerus Andriescu, 1971
- Boucekastichus leileri (Hedqvist, 1974)